# 茨城県道281号平友部停車場線
茨城県道281号平友部停車場線（いばらきけんどう281ごう たいらともべていしゃじょうせん）は、茨城県笠間市のJR常磐線友部駅に接続する県道である。

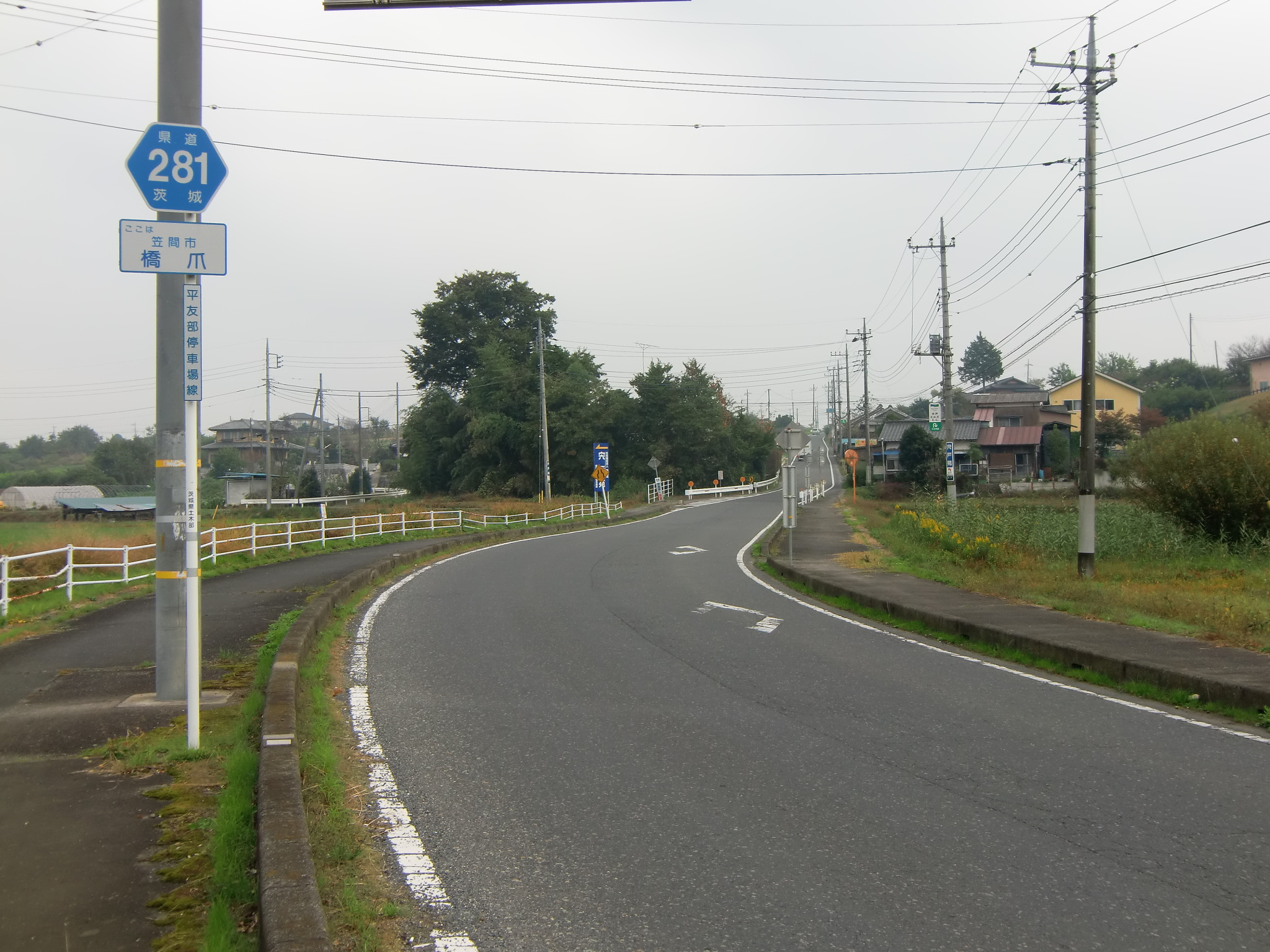
起点付近（2011年11月）

## 概要
涸沼川沿岸の橋爪地区から友部駅に至る路線で中間の旭町で屈曲した逆Ｌ字型の線形となっている。この屈曲点はかつて海軍筑波航空隊友部飛行場の正門があった場所で、正門から北側の友部駅方面と南西側の石岡方面を結ぶ軍用道路の役目を担っていた。

### 路線データ
- 起点：笠間市橋爪（国道355号・茨城県道16号大洗友部線交点）[1]
- 終点：笠間市友部駅前（JR常磐線 友部駅南口）[1]
- 総延長：3.720 km[2]
- 重用延長：0.010 km[2]
- 未供用延長：なし[2]
- 実延長：3.710 km[2]
- 自動車交通不能区間延長[注釈 1]：なし[2]

## 歴史
1959年（昭和34年）10月14日、新たな県道として西茨城郡友部町大字平町を起点とし、西茨城郡友部町大字友部の友部停車場を終点とする区間を本路線とする県道平友部停車場線として茨城県が県道路線認定した。
1995年（平成7年）に整理番号281となり現在に至る。

### 年表
- 1895年（明治28年）7月1日：友部駅が開業する。
- 1923年（大正12年）4月1日：現在の路線の前身である友部停車場友部線が路線認定される。[3]
- 1935年（昭和10年）11月29日：同じく大沢友部停車場線、大沢宍戸線が路線認定される。[4]
- 1959年（昭和34年）10月14日
  - 現在の路線が路線認定される（図面対照番号203）[5]。
  - 道路の区域は、西茨城郡友部町大字平町の主要地方道石岡笠間線（現、国道355号現道）分岐から西茨城郡友部町大字友部の友部停車場までと決定された[1]。
- 1995年（平成7年）3月30日：整理番号260から現在の番号（整理番号281）に変更される[6]。
- 2015年（平成27年）1月22日：笠間市橋爪 - 同市平町字大沢の現道（722m）を2車線化拡幅改良する区域に指定[7]。

## 路線状況
道路法の規定に基づき、以下の区間は緊急輸送道路として機能を維持するため、災害発生時の被害拡大防止を目的に道路用地内に新たに電柱を建てることが制限されている。
- 笠間市橋爪（笠間市道交差：橋爪はなさか交差点 - 笠間市平町（県道杉崎友部線交差）[8]

## 地理

### 通過する自治体
- 茨城県
  - 笠間市

### 交差する道路
- 茨城県道105号友部内原線（笠間市八雲）

### 沿線
- 国土交通省友部航空無線通信所（友部飛行場跡地）